# Brahmana Bedur, Sagar
Brahmana Bedur là một làng thuộc tehsil Sagar, huyện Shimoga, bang Karnataka, Ấn Độ.